# Marco Ciappelli
Marco Ciappelli (Firenze, 16 novembre 1962) è un compositore e paroliere italiano.
Alla Siae risultano depositate a suo nome oltre 500 canzoni; tra i maggiori successi aventi la sua firma si ricordano in particolare quelli di Mina, Patty Pravo, Fiorella Mannoia, Noemi, Nina Zilli, Alessandra Amoroso. Ha scritto anche per Bianca Atzei, Irene Fornaciari, Anna Tatangelo, Modà, Fiorello, Facchinetti, Alex Britti, Giuliano Palma etc. Dal 2005 ad oggi Marco Ciappelli ha avuto suoi brani in gara al Festival di Sanremo per 7 volte. E con le sue canzoni è arrivato alle fasi finali di tutti i talent musicali (X-Factor 2009 e 2010, Amici 2013 e The Voice 2014); vincendo anche la prima edizione del talent "Ora o mai più" nel 2018 con Lisa. Nel 2019 vince con "Altro che favole" il festival Cerbul de Aur in Romania con Eliza G. (finalista di The Voice). Nel 2023 la canzone "Per tutta la vita" fa parte della colonna sonora del film "Mia" di Edoardo Leo.

## Principali brani

### Brani in gara al Festival di Sanremo
- Festival di Sanremo 2005 - L'immaginario - Veronica Ventavoli  (scritto con Diego Calvetti) (3º classificato nelle Nuove Proposte)
- Festival di Sanremo 2005 - Sono qui per questo - Max De Angelis  (scritto con Diego Calvetti) (Nuove Proposte)
- Festival di Sanremo 2007 - Vivere normale - Roby e Francesco Facchinetti (scritto con D.Calvetti, F. Facchinetti e S. Bertolotti) (8º classificato tra i Big)
- Festival di Sanremo 2010 - Per tutta la vita - Noemi  (scritto con Diego Calvetti) (4º classificato tra i Big)
- Festival di Sanremo 2011 - Il vento e le rose - Patty Pravo (scritto con Diego Calvetti) (non finalista tra i Big)
- Festival di Sanremo 2014 - Così lontano - Giuliano Palma (scritto con Nina Zilli e Neffa) (11º classificato tra i Big)
- Festival di Sanremo 2018 - Bianca - Leonardo Monteiro (scritto con Vladi Tosetto) (Nuove Proposte)

## Principali brani pubblicati
- 1999 - Sandra - 360 Gradi - SINGOLO
- 1999 - Ba ba bye - 360 Gradi - SINGOLO
- 2000 - Giorno di sole - 360 Gradi - SINGOLO
- 2003 - E poi... non ti ho vista più - 360 Gradi feat. Fiorello - SINGOLO
- 2004 - Bugiarda - Mietta feat. Marya - SINGOLO https://www.rockit.it/mietta/canzone/bugiarda/230143
- 2005 - La soluzione - Max De Angelis - SINGOLO
- 2005 - Nuda - Max De Angelis - SINGOLO
- 2005 - Sono qui per questo - Max De Angelis  (Sanremo 2005 sezione giovani) - SINGOLO
- 2005 - L'immaginario - Veronica Ventavoli (Sanremo 2005 sezione giovani) - SINGOLO
- 2007 - Superman - Francesco Facchinetti
- 2007 - Ancora amore - Francesco Facchinetti
- 2007 - Vivere normale - Francesco Facchinetti e Roby Facchinetti (Sanremo 2007) - SINGOLO
- 2008 - Parole fatte a pezzi - Mietta
- 2009 - Ti ricordi - Pago
- 2009 - Il viaggiatore - Pago
- 2009 - Briciole - Noemi (disco d'oro) - SINGOLO
- 2009 - Stelle appiccicate - Noemi
- 2009 - Credo a ciò che vedo - Noemi
- 2009 - L'amore si odia - Noemi (cantante) e Fiorella Mannoia (multiplatino) - SINGOLO
- 2009 - Mi sei venuto a cercare tu - Alessandra Amoroso - SINGOLO
- 2009 - All'infinito - Noemi
- 2009 - Non so amare di più - Noemi
- 2009 - I sentimenti - Noemi
- 2009 - Comunque ti penso - Noemi
- 2009 - Petrolio - Noemi
- 2009 - La fragilità - Luca Napolitano
- 2010 - Per tutta la vita - Noemi (Sanremo 2010) (disco di platino) - SINGOLO
- 2010 - Brividi e guai - Karima - SINGOLO
- 2010 - Un angolo di mondo - Karima
- 2010 - A metà strada - Karima
- 2010 - D'amore - Karima
- 2010 - Dentro ai tuoi occhi - Karima
- 2010 - Ruvido - Giuliano Rassu (finalista X-Factor 2010) - SINGOLO
- 2010 - La mia storia con te - Alessandra Amoroso - (disco di platino) - SINGOLO
- 2010 - Tutto in un attimo - tratto dall'album Due soli...- Mietta
- 2011 - Il vento e le rose - Patty Pravo (Sanremo 2011) - SINGOLO
- 2011 - Come fiele - Patty Pravo
- 2011 - The Fool - Patty Pravo
- 2011 - Averti qui con me - Patty Pravo
- 2011 - Fuoco calamita - Patty Pravo
- 2012 - In un giorno qualunque - Noemi - SINGOLO
- 2012 - La casa sull'albero tratto dall'album L'amore è femmina - Nina Zilli
- 2012 - Portami via - Fiorella Mannoia
- 2012 - Convivere - Fiorella Mannoia
- 2012 - Stringimi forte - Loredana Errore
- 2012 - Il valore del momento - Bungaro feat Miucha Buarque de Hollanda
- 2012 - La gelosia - Bianca Atzei feat. Modà - SINGOLO
- 2013 - Danza Immobile - Verdiana Zangaro (finalista Amici 2013) - SINGOLO
- 2013 - Stupido tu - Jessica Mazzoli
- 2013 - Non siamo eterni - Daniel Adomako
- 2013 - Hai distrutto un amore - Daniele Babbini - SINGOLO
- 2014 - Non è vero mai - Alex Britti feat Bianca Atzei - SINGOLO
- 2014 - Così lontano - Giuliano Palma (Sanremo 2014) - SINGOLO
- 2014 - Se davvero vuoi - Giorgia Pino (finalista The Voice Italy 2014) - SINGOLO
- 2014 - Siamo amore - Giada Agasucci
- 2014 - L'universo - Giada Agasucci
- 2014 - Evidente - Deborah Iurato
- 2014 - Estallidos de emociones - Mijares (Mexico)
- 2015 - #RLL (Riprenditi le lacrime) - Nina Zilli - SINGOLO
- 2015 - Che ora è - tratto dall'album Libera - Anna Tatangelo
- 2015 - Gocce di cristallo - tratto dall'album Libera - Anna Tatangelo - SINGOLO
- 2015 - Arido - Bianca Atzei
- 2015 - Polline - Bianca Atzei
- 2015 - Li chiameremo sogni - Manuel Foresta
- 2015 - Una historia de amor (adattamento spagnolo di La mia storia con te) - Alessandra Amoroso
- 2015 - Fiorentini - Paolo Vallesi
- 2015 - Vedi - Colonna sonora del film 80 Voglia di te
- 2016 - Il paradiso è perduto - Irene Fornaciari
- 2016 - Draghi nel cielo - Irene Fornaciari
- 2016 - 10 (Diez) - Eva Ruiz feat Sergio Dalma (Spagna)
- 2016 - Nuovi giorni da vivere - Loredana Errore - SINGOLO
- 2016 - Se domani sei con me - Loredana Errore
- 2017 - La gelosia - Elodie
- 2017 - Al centro esatto di una nuvola - Carmen Alessandrello
- 2017 - Via da qui - Carmen Alessandrello
- 2018 - Bianca - Leonardo Monteiro (Sanremo 2018) SINGOLO
- 2018 - Tempo - Leonardo Monteiro
- 2018 - Come pensi tu - Leonardo Monteiro
- 2018 - Argini - Mina (album Maeba disco d'oro)
- 2018 - C’era una volta - Lisa (vincitrice di Ora o Mai Più) SINGOLO
- 2018 - Federer - Gazzarra
- 2018 - Il nostro amore perfetto - Alessandro Canino (Ora o mai più) SINGOLO
- 2018 - Buongiorno amore - Gigi Finizio SINGOLO
- 2019 - Astronauti - Anna Tatangelo
- 2019 - Altro che favole - Eliza G. - (finalista The Voice Italy 2019) -  (canzone vincitrice festival CERBUL DE AUR 2019 in Romania) - SINGOLO
- 2019 - Come brina d'agosto - Paolo Vallesi SINGOLO
- 2020 - Queen - Jakido SINGOLO
- 2021 - Io fino a te - Alessandro Canino SINGOLO
- 2021 - Cabaret - Jakido SINGOLO
- 2021 - Pezzo dopo pezzo - Gigi Finizio - SINGOLO
- 2021 - A un passo dal deserto - Eliza G. - (partecipazione festival Kenga Magjike - Albania) - Premio letterario al Festival di Lunezia 2021
- 2022 - Siamo tutte uguali - Bianca Atzei feat. Cristiano Malgioglio